# Karl Kimmich
Karl Kimmich (* 14. September 1880 in Ulm; † 10. September 1945 in Berlin) war ein deutscher Bankkaufmann und Reichstreuhänder der Arbeit. Er war von 1933 bis 1942 Vorstandsmitglied und 1942 bis 1945 Aufsichtsratsvorsitzender der Deutschen Bank.

## Familie
Karl Kimmich wuchs als Sohn des Kunstmalers, Zeichenlehrers und Autors Karl Kimmich senior (* 23. März 1850, † 2. Mai 1915) und seiner Frau Christine, geb. Autenrieth, in Ulm auf. Sein dreizehn Jahre jüngerer Bruder Max W. Kimmich heiratete die jüngste Schwester von Joseph Goebbels.

## Ausbildung
Nach dem Abitur absolvierte Kimmich zunächst eine Lehre in einem Ulmer Privatbankhaus, ehe er Staatswissenschaften studierte. Er schloss das Studium mit der Promotion ab. Von 1906 bis 1915 trat er seine erste Stelle beim Bankhaus A. Schaaffhausen’scher Bankverein in Berlin an. 1915 wechselte er in die Zentrale des Bankvereins in Köln. 1919 wurde er stellvertretendes und zwei Jahre später ordentliches Mitglied des Aufsichtsrates. Diesen Posten musste er allerdings räumen, als der Schaaffhausensche Bankverein 1929 mit der Deutschen Bank und der Disconto-Bank fusionierte.

## Deutsche Bank
Kimmich wurde von der Deutschen Bank übernommen und war in den folgenden Jahren im Bereich Konsortialgeschäfte tätig. Da er durch seine Tätigkeit in Köln als einer der besten Kenner der rheinisch-westfälischen Industrielandschaft galt, übertrug ihm die Deutsche Bank unter anderem die Sanierung des hochverschuldeten Kölner Schokoladenunternehmens Stollwerck sowie der Bochumer Zeche Lothringen, die ab 1. Januar 1921 als Bergbau AG Lothringen firmierte. Georg Solmssen, damals im Vorstand der Deutschen Bank, urteilte im November 1932: „Herr Dr. Kimmich verfügt über großes konstruktives Geschick und die Fähigkeit, sich in industrielle Fragen hineinzudenken, und hat sich auf allen Posten, auf die er bisher gestellt wurde, glänzend bewährt“.  Im Mai 1933 wurde er daraufhin in den Vorstand der Deutschen Bank in Berlin berufen, dem er bis 1942 angehörte. Von 1940 bis 1942 war er außerdem Vorstandssprecher und, nachdem er diesen Posten aus gesundheitlichen Gründen aufgeben musste, ab 1942 bis 1945 Vorsitzender des Aufsichtsrates der Deutschen Bank. Daneben war er auch Vorsitzender des Kreditausschusses der Reichsbank und saß in den Aufsichtsräten von zahlreichen Unternehmen der Schwerindustrie.

## Verhalten während der Zeit des Nationalsozialismus
Kimmich trat der NSDAP bei. Er war während der NS-Zeit maßgeblich an den von der Deutschen Bank durchgeführten Arisierungen beteiligt. So heißt es in einer von ihm verfassten Aktennotiz vom 25. Juli 1938, dass die Deutsche Bank bereits viele Unternehmen „mit Erfolg arisiert“ habe. Allzu stark dürfe man sich auf diesem Sektor aber nicht engagieren, so Kimmich weiter, da sonst gute ausländische Kunden verloren gehen könnten. Gleichzeitig monierte er die diesbezüglich schleppenden Genehmigungsverfahren, die sich häufig bis zu zwei Monate hinzögen. Trotz dieser Schwierigkeiten konnte er im November 1938 - kurz vor der Reichspogromnacht - melden, dass sein Unternehmen bisher an 330 Arisierungen mitgewirkt habe, die inzwischen weitgehend abgeschlossen seien. Enge persönliche Bindungen an die NS-Regierung hatte er zudem über seinen jüngeren Bruder Max Wilhelm Kimmich, der mit der jüngsten Schwester von Joseph Goebbels verheiratet war. Bestraft wurde er für seine Aktivitäten im Zusammenhang mit der Arisierung offenbar nie: Nach dem Krieg hatten die Amerikaner zwar zunächst erwogen, alle Vorstandsmitglieder der Deutschen Bank in Nürnberg unter Anklage zu stellen, den Plan dann aber fallen gelassen, da ihnen die Aussichten auf eine Verurteilung der Betreffenden zu gering erschienen. Außerdem waren sie auf die dortigen Finanzfachleute angewiesen, nachdem sie begonnen hatten, mit den besiegten Deutschen partnerschaftlich zusammenzuarbeiten.
Er war außerdem Reichstreuhänder der Arbeit für das Wirtschaftsgebiet Südwestdeutschland.

## Schriften
- Die Ursachen des niedrigen Kursstandes deutscher Staatsanleihen: eine Untersuchung über englischen, französischen und deutschen Staatskredit. - München : Cotta, 1906. - XII, 357 S. - Zugl.: München, Univ., Diss., Teildruck (Münchener volkswirtschaftliche Schriften; 77)
- Ueber die finanziellen Leistungen der europäischen Notenbanken

## Filme, Filmbeiträge
- Gerolf Karwath: Hitlers Eliten nach 1945. Teil 3: Unternehmer - Profiteure des Unrechts. Regie: Holger Hillesheim. Südwestrundfunk (SWR, 2002).